# Van Helsing (tv-serie)
 For alternative betydninger, se Van Helsing. (Se også artikler, som begynder med Van Helsing)
Van Helsing er en amerikansk-canadisk fantasy horror drama tv-serie, der havde premiere den 23. september 2016 på Syfy i USA.

## Medvirkende
- Kelly Overton som Vanessa Van Helsing[1]
- Jonathan Scarfe som Axel
- Christopher Heyerdahl som Sam
- David Cubitt som John
- Vincent Gale som Flesh
- Rukiya Bernard som Doc
- Trezzo Mahoro som Mohamad
- Tim Guinee som Ted
- Laura Mennell som Rebecca
- Paul Johansson som Dimitri
- Aleks Paunovic som Julius
- Hilary Jardine som Susan